# عوائد الملكية الفكرية

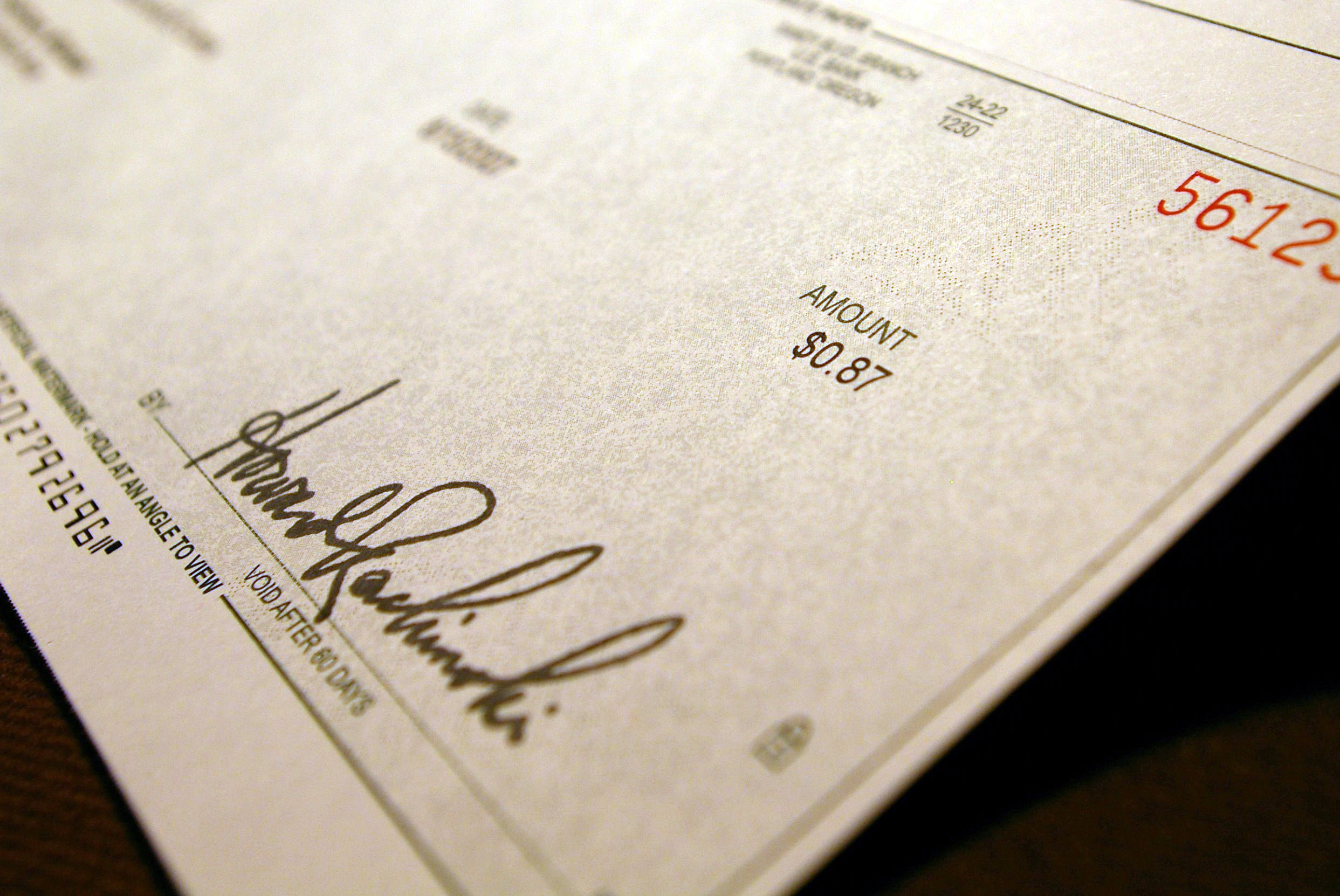

عوائد الملكية الفكرية، أو إتاوات التشغيل أو ضرائب القطاع الخاص، هي القائمة على استخدام المدفوعات طرف واحد (المرخص له) إلى آخر (المرخص) على حق الاستخدام المستمر للموجودات، أحيانا ملكية فكرية. عادة يتم الاتفاق الإتاوات على نسبة مئوية من الإجمالي وصافي الإيرادات الناتجة عن استخدام الموجودات أو تباع بسعر ثابت لكل وحدة بند من هذا القبيل، ولكن هناك أيضا أخرى أوضاع والمقاييس للتعويض. مصلحة الملوك هو الحق في تحصيل تيار مدفوعات الإتاوات المستقبل، كثيرا ما تستخدم في صناعات النفط والموسيقى لوصف ملكية النسبة مئوية للإنتاج في المستقبل أو الإيرادات المتأتية من معين في حيازة إيجارية، الذي قد انتزع من المالك الأصلي للموجودات.
اتفاقية ترخيص تحدد الشروط تحت التي مورد أو الممتلكات مثل البترول والمعادن، وبراءات الاختراع، والعلامات التجارية وحقوق التأليف والنشر مرخصة من طرف واحد إلى آخر، دون قيود أو خاضعا لقيود على مصطلح أو الأعمال التجارية أو إقليم جغرافي، اكتب للمنتج، وما إلى ذلك. يمكن أن تنظم اتفاقات الترخيص، ولا سيما حيث تشكيل حكومة هو المالك المورد، أو أنها يمكن أن تكون العقود الخاصة التي تتبع هيكل عام. ومع ذلك، على أنواع معينة من اتفاقات الامتياز أحكام قابلة للمقارنة.
تنشط هذه العوائد في الدول المتقدمة، وبعض الدول النامية حيث تقدم شركات الموسيقى مثلا مبالغ ضخمة لأصحاب الحقوق الفكرية.
تم مؤخرا في المملكة المتحدة صياغة قانوان خاص بهذه العوائد حدد فيه نسب الدخل للمواد المرئية، والمسموعة، والموزعة عبر طرق الإعلان المتنوعة، والمكونة من الإنترنت، والتلفاز، والراديو، وأيضا التنزيل عبر الجوال.

## حقوق النشر
قانون حقوق النشر يمنح للمالك الحق في منع الآخرين من نسخ أو إنشاء أعمال مشتقة من أعمالهم أو استخدامها بأي شكل من الأشكال. يمكن تقسيم حقوق النشر– مثل حقوق براءات الاختراع – بعدة طرق مختلفة. فقد يكون ذلك حسب الحق المتضمن، أو حسب مناطق جغرافية أو سوقية محددة، أو بمعايير أكثر تحديدًا. قد يخضع كل منها لتراخيص وحقوق ملكية منفصلة.